# Кайхосро I Гуриели
Кайхосро I Гуриели (груз. ქაიხოსრო I გურიელი; ум. 1660) — владетельный князь (мтавар) Гурии с 1626 по 1658 год. Был возведён на престол Леваном II Дадиани, князем Мегрелии, вместо свергнутого предшественника Симона I Гуриели. В свою очередь, Кайхосро I был свергнут и изгнан имеретинским царём Александром III. Его попытка вернуть себе власть в Гурии, предпринятая при поддержке османов, завершилась убийством его одним из гурийских дворян.

## Биография
Кайхосро I был сыном Вахтанга I Гуриели и Тамары Джакели. Он был возведён на престол в Гурии в 1626 году мегрельским князем Леваном II Дадиани, который сверг и ослепил Симона I Гуриели, приходившегося ему мужем сестры Мариам (та в свою очередь приходилась единоутробной сестрой Кайхосро I). В 1658 году Кайхосро I поддержал своего племянника Липарита III Дадиани в его конфликте с имеретинским царём Александром III. В битве при Бандзе в июне 1658 года Александр III одержал решительную победу и поставил у власти в Гурии и Мингрелии лояльных себе людей. Кайхосро I был вынужден отправиться в изгнание в Константинополь. Впоследствии он заручился поддержкой османского паши Ахалцихе Рустама, грузинского мусульманина, и воспользовался анархией в Имеретии, наступившей после смерти царя Александра III, чтобы атаковать своего соперника князя Деметре Гуриели в 1660 году. Вамех III Дадиани вмешался в противостояние с войском из мегрелов, имеретинцев и абхазов, чтобы защитить Деметре. Кайхосро I укрылся в монастыре Ачи, откуда контратаковал, сумев захватить Озургети, главный город Гурии. Триумф Кайхосро I был недолгим: он был предательски убит гурийским дворянином Мачутадзе, и Гурия вернулась под власть Деметре Гуриели. Георгий и Малакия, сыновья Кайхосро I, бежали в Ахалцихе.

## Семья
Кайхосро I был женат на Хварамзе Гошадзе (ум. после 1664), внучке Александра III. У них было двое сыновей и две дочери:
- Князь Георгий IV Гуриели (ум. 1684), князь Гурии (1669—1684), царь Имеретии (1681—1683);
- Князь Малакия Гуриели (ум. 1703), князь Гурии (1684—1685, 1689), епископ Шемокмедский и Джуматский;
- Княгиня Тута (ум. 1678), вышедшая замуж за картлийского царя Левана в 1672 году;
- Княгиня Дареджан, супруга князя Георгия Тавдгиридзе.